# Virginia Carini Dainotti
Virginia Dainotti coniugata Carini (Torino, 1º luglio 1911 – Roma, 26 maggio 2003) è stata una bibliotecaria italiana.

## Biografia
Nacque a Torino da Paolo Dainotti e Luisa Garbelli nel 1911. Conseguita la laurea in lettere e il diploma in paleografia-archivistica-diplomatica e biblioteconomia, iniziò a lavorare presso la Biblioteca nazionale braidense di Milano per poi essere nominata responsabile della Biblioteca Governativa di Cremona nel 1936, a soli 25 anni. Conservò l'incarico fino al 1942, contribuendo alla riorganizzazione scientifica dell'istituto e seguendo le fasi del trasferimento presso la sede attuale di Palazzo Affaitati. L'esperienza cremonese le diede la possibilità di sperimentare dei servizi innovativi in una biblioteca statale come, ad esempio, l'apertura della sala studenti, la prima in Italia, in linea con il modello inglese e statunitense di "public library" proposto da Charles Coffin Jewett, Samuel Sweet Green e Thomas Greenwood, divulgato in Italia dal bibliotecario Luigi de Gregori e del quale Virginia Dainotti fu una delle massime sostenitrici. Inoltre, chiese la consulenza di intellettuali locali per la scelta di nuovi testi da acquistare e ampliò l'orario di apertura della biblioteca per attirare un'utenza eterogenea.
Nel 1939 Virginia Dainotti sposò il prefetto di Cremona, Pietro Carini, e nel 1943 si spostò a Roma per dirigere la Biblioteca di storia moderna e contemporanea e seguire la commissione ministeriale per la revisione delle "Regole per la compilazione del catalogo alfabetico per autori". Nel 1952 fu nominata ispettore bibliografico superiore delle province di Modena e Cremona e il suo obiettivo principale fu l'organizzazione del Servizio nazionale di lettura. Partecipò attivamente al dibattito biblioteconomico del dopoguerra sostenendo il modello di una biblioteca pubblica aperta a tutti e intesa come strumento di crescita democratica.
Dal 1967 fu inserita nella commissione per i rapporti col Parlamento per il servizio di pubblica lettura e, sul finire degli anni settanta, partecipò ai primi incontri per la realizzazione di un sistema bibliotecario nazionale. Morì a Roma il 26 maggio 2003.

## Opere
Furono numerosi i suoi contributi su riviste di settore, come Accademie e biblioteche d'Italia, gli interventi ai vari congressi dell'Associazione italiana per le biblioteche (AIB) e in occasione di conferenze e corsi di formazione. Tra le tante opere rivestono una particolare importanza:
- La Biblioteca Governativa nella storia della cultura cremonese, Cremona, R. Deputazione di storia patria, 1946
- La biblioteca pubblica istituto della democrazia. L'elaborazione internazionale del concetto di biblioteca pubblica, Milano, Fabbri, 1964